# Dioon tomasellii
Espèce
Statut de conservation UICN

 VU  : Vulnérable
Statut CITES
Dioon tomasellii est une espèce de cycas dans la famille des Zamiaceae. Il est endémique au Mexique, où il est présent dans les États de Durango, Guerrero, Jalisco, Michoacán et  Nayarit.
C'est un arbuste qui pousse principalement dans le biome tropical saisonnier sec, dans les forêts de chênes et de pins et dans les habitats boisés. Les menaces qui pèsent sur l'espèce comprennent la destruction de l'habitat à des fins agricoles et la surexploitation à des fins horticoles.
Cette espèce a été décrite pour la première fois en 1984. Il a été révisé en 1997, une variété étant élevée au statut d'espèce sous le nom de « Dioon sonorense ».